# Apple USB Mouse
La souris USB d'Apple, communément appelée en Anglais «Hockey puck» (ainsi appelée en raison de sa forme ronde inhabituelle), est une souris commercialisée par Apple. Elle a été lancée pour la première fois avec le premier iMac G3 (Bondi Blue) en 1998, puis elle a été incluse avec tous les Mac de bureau successifs lors des deux années suivantes. C'était la première souris d'Apple commercialisée à utiliser le format de connexion USB et non l'Apple Desktop Bus (ADB). Bien que d'un design original par rapport aux souris disponibles à l'époque, elle est largement considérée comme l'une des pires erreurs d'Apple due a ses défauts d'ergonomie.

## Conception et critique

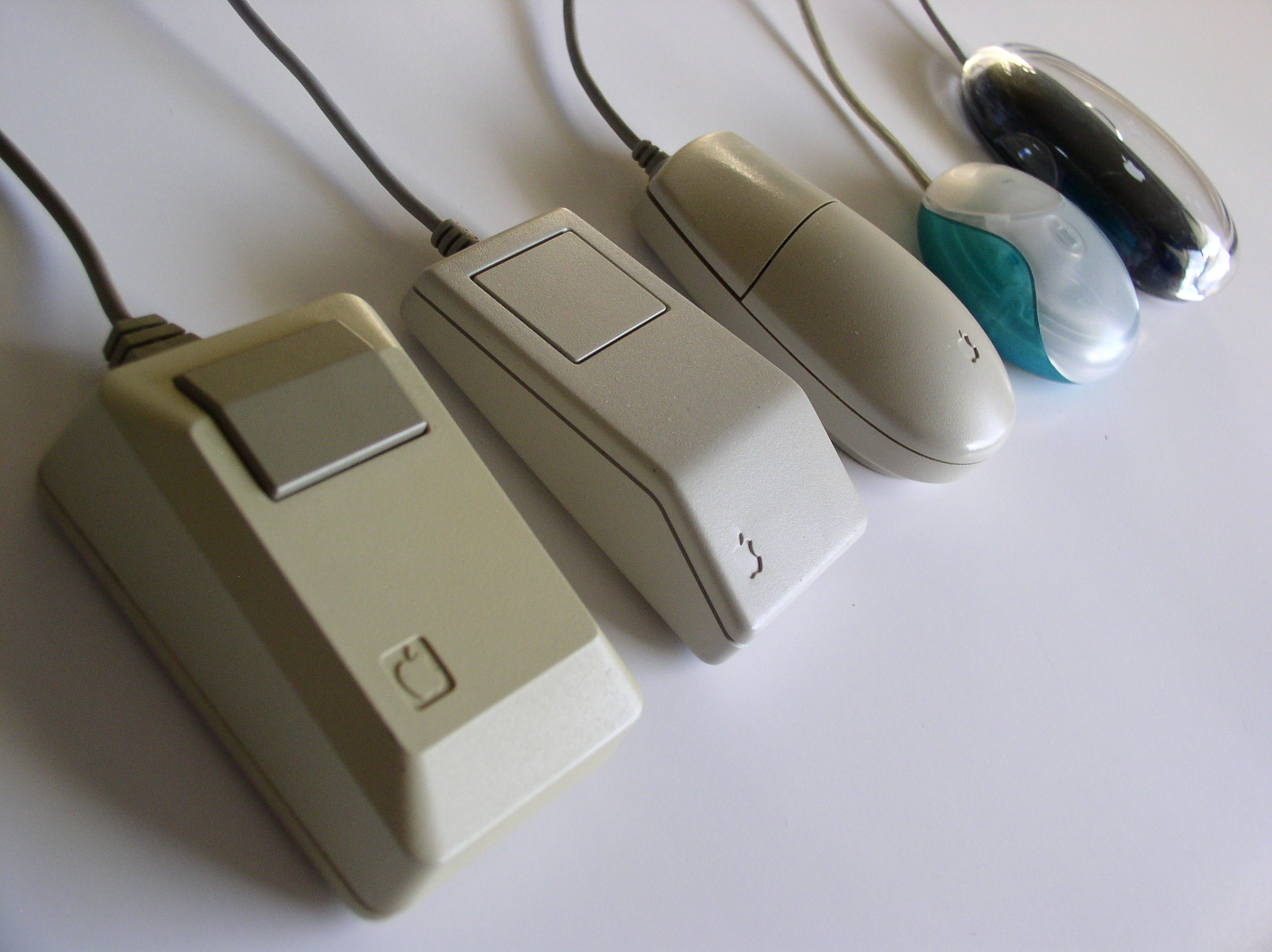
Différentes souris conçues par Apple.

À la différence de la souris Apple II qui l'a précédée, la souris « Hockey puck » a utilisé une forme circulaire ; elle a un seul bouton sur le dessus, tout comme les précédentes souris d'Apple. La forme ronde de la souris est largement considérée comme maladroite, en raison de sa petite taille et de sa tendance à tourner en cours d'utilisation. La souris graphite a un effet sur son bouton indiquant où appuyer. Ce fut une cause majeure du succès des adaptateurs Griffin iMate ADB vers USB, car cela permettaient d'utiliser l'ancienne ADB Mouse II plus confortable avec ces iMac. Il y avait des produits comme l' iCatch, une coque qui se fixait à la souris USB pour lui donner la forme elliptique de la souris ADB.
Un autre défaut introduit dans la souris USB Apple, partagée par toutes les offres USB d'Apple, est le cordon particulièrement court. Bien que destiné à être utilisé via le port USB intégré dans les claviers d'Apple, la transition d'Apple vers l'USB a coïncidé avec le déplacement des ports de leurs ordinateurs portables du centre vers le bord gauche.

## Héritage
En 2000, la souris USB Apple a été remplacée par la souris Apple Pro[réf. nécessaire].

## Couleurs disponibles

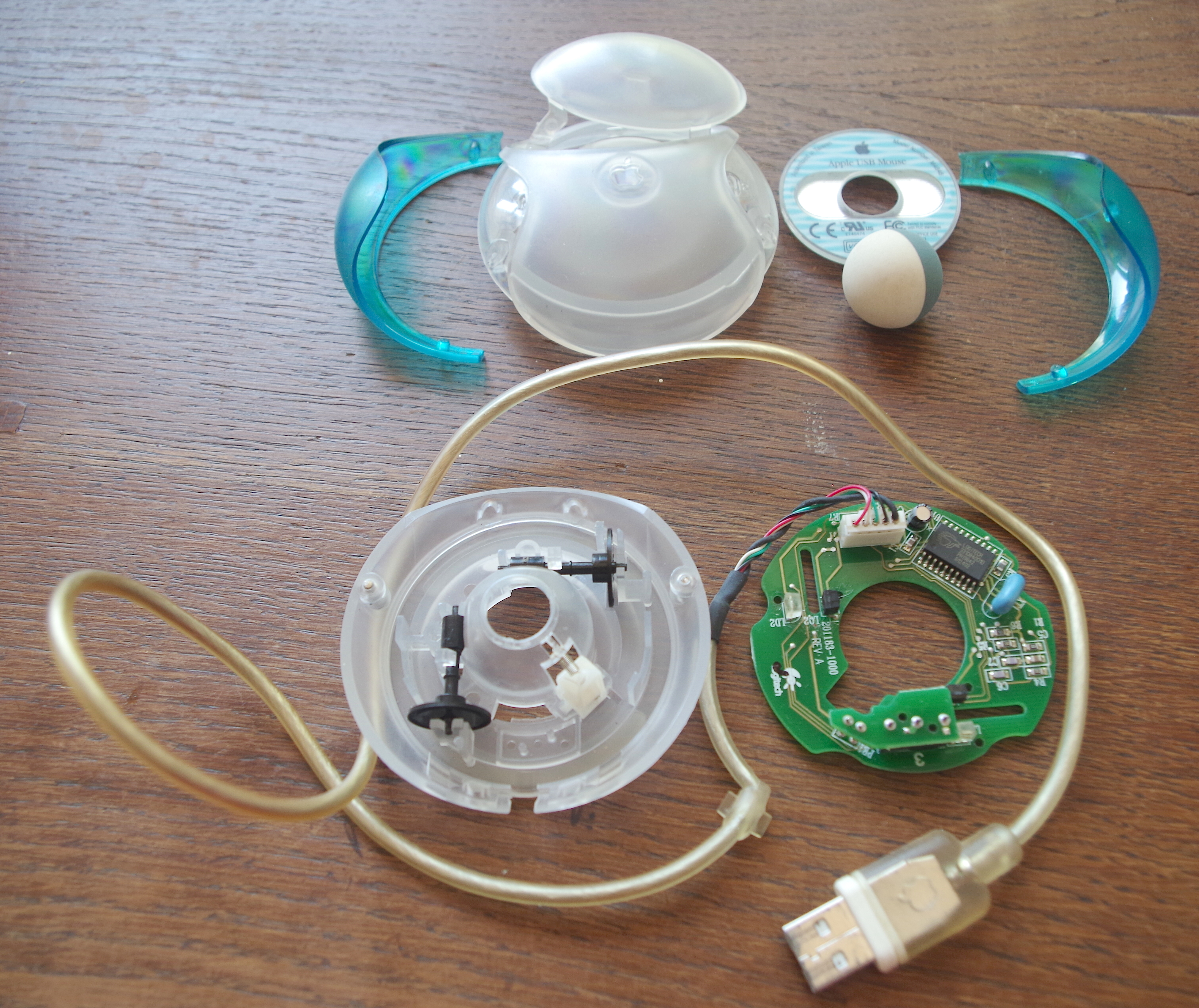
Souris USB Bondi Blue démontée

| Couleur         | Sorti avec                                                                          |
| --------------- | ----------------------------------------------------------------------------------- |
| Bleu Bondi      | iMac G3                                                                             |
| Myrtille        | iMac G3 et Power Mac G3 bleu et blanc                                               |
| fraise          | iMac G3                                                                             |
| Grain de raisin | iMac G3                                                                             |
| Citron vert     | iMac G3                                                                             |
| Mandarine       | iMac G3                                                                             |
| Graphite        | iMac G3 DV Special Edition (chargement par fente) et Power Mac G4 Yikes et Sawtooth |